# Wei (stato)

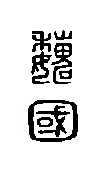

Lo Stato di Wei (cinese: 魏; pinyin: Wèi) fu uno Stato della Cina nel Periodo dei regni combattenti. Il suo territorio era situato fra gli Stati di Qin e Qi ed includeva parte delle odierne regioni di Henan, Hebei, Shanxi e Shandong. Quando la sua capitale fu trasferita da Anyi a Daliang (l'odierna Kaifeng) durante il regno di Hui di Wei, lo Stato di Wei fu anche chiamato stato di Liang.
Lo Stato raggiunse la massima potenza sotto i marchesi Wen e Wu. Il re Hui di Wei, terzo sovrano dello Stato, si concentrò sullo sviluppo economico e portò avanti progetti di irrigazione intorno al Fiume Giallo.
Lo Stato di Wei tentò l'espansione verso est, ma fu fermato in una serie di battaglie, come quella di Maling nel 341 a.C. Ad ovest, lo Stato di Qin gli sottrasse la regione di Hexi, un'area strategica sulla riva occidentale del Fiume Giallo. Lo Stato di Wei si coalizzò militarmente con lo Stato di Han, ma l'esercito Qin ebbe ragione delle forze coalizzate nella battaglia di Yique (293 a.C.).
Lo Stato di Wei si arrese ai Qin nel 225 a.C., dopo l'inondazione della capitale Daliang provocata dal generale Qin Wan Fen.

## Origine
Secondo lo Shiji, l'antenato del Wei era un discendente del Duca di Bi, un membro della famiglia reale Zhou, durante il tempo del re Wu, ma i suoi discendenti persero il loro feudo ed erano cittadini comuni. Alcuni risiedevano nei Regni di Mezzo; gli altri, tra i barbari Yi e Di.
Uno dei suoi discendenti si chiamava Bi Wan; ha servito il duca Xian di Jin ed è stato al suo fianco in spedizioni militari di successo. Alla fine ricevette dal duca Xian il territorio di Wei nel 661 e il titolo di grande ufficiale (ta-fu) dello stato di Jin. Nel tempo, il Wei divenne un clan di grandi feudatari Jin.
Alla fine del periodo primaverile e autunnale, il Jin, la cui casa regnante era già notevolmente indebolita, fu tormentato da lotte interne tra i suoi sei grandi principi (六卿), potenti potentati regionali, tra cui il clan Wei, che ha discusso sul suo territorio. Nel 453 a.C., le famiglie Fan e Zhongxing furono spazzate via e la loro terra fu divisa tra le quattro famiglie Zhi, Zhao, Wei e Han; l'anno successivo Zhao, Wei e Han si unirono per trionfare sulla famiglia Zhi: così, i sei alti dignitari del paese di Jin furono ridotti a tre, per la soppressione di due, poi di uno. di loro. Il Jin fu diviso e le sue terre divise in tre stati.
Nel 403 a.C., Wei ha ricevuto il titolo di Signore dal re Zhou, insieme a Zhao e Han. Così fu consumato lo smembramento del regno di Jin.

## Periodo degli Stati Combattenti

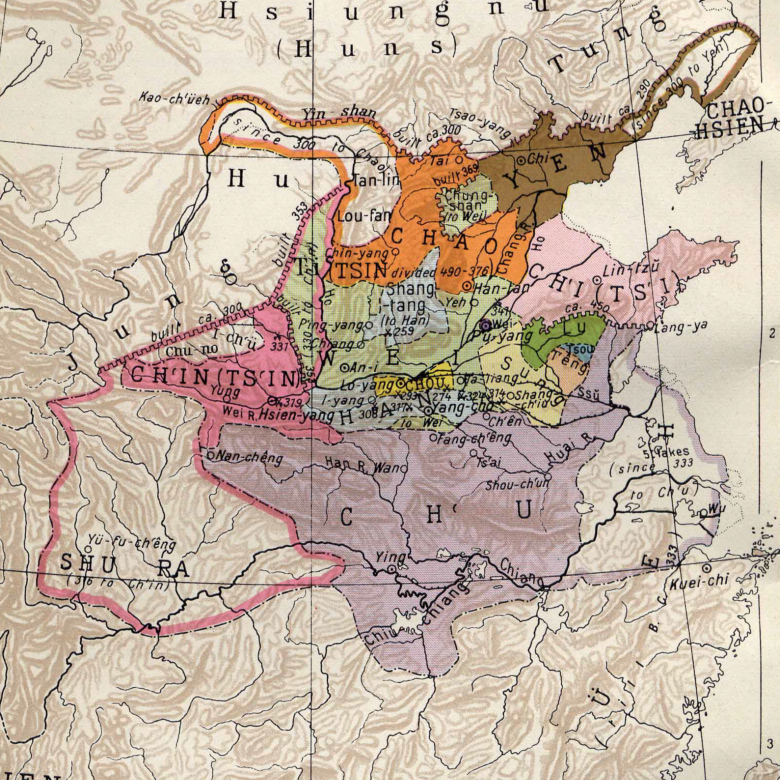
Stati degli Stati Combattenti.

Lo stato raggiunse l'apice del suo potere durante i termini del marchese Wen (445-396 a.C.) e Wu (396-370 a.C.). Il primo conquistò Zhongshan (406 a.C.) e ricacciò Qin a ovest. Ha inoltre consentito al suo primo ministro, Zhai Huang, di realizzare riforme amministrative e lavori di irrigazione.
Il suo terzo marchese, Hui, si proclamò re indipendente nel 344 a.C. Si è concentrato sullo sviluppo dell'economia effettuando grandi lavori di irrigazione sul fiume Giallo. Sottovalutando lo Stato di Qin come un vicino povero e innocuo, si mise alla conquista dell'est. La sua espansione a spese di Zhao fu contenuta dall'intervento di Qi a Maling (341 a.C.). Ignorando Qin, ha permesso al suo governo di attuare riforme di successo che gli hanno dato una potenza economica e militare senza precedenti. Intorno al 340 a. C. Wei ha perso Hexi a ovest contro Qin; una regione di pascolo strategica situata sulla riva occidentale del fiume Giallo, al confine con le attuali province di Shanxi e Shaanxi. Il re Hui morì nel 319 a.C., lasciando un regno in declino.
Il potere militare di Qin non smise di crescere e ruppe la coalizione Wei e Han nella battaglia di Yique nel 293 a.C. Wei si arrese a Qin nel 225 a.C., dopo che il generale Qin Wang Fen ha inondato la sua capitale Daliang con acqua gialla.
Wei ha prodotto alcuni generali e politici di grande importanza come Li Kui (李悝), riformatore e primo ministro di Wei, Yue Yang, antenato di Yue Yi e conquistatore dello stato di Zhongshan, e Pang Juan, che conquistò molti luoghi ma fu sconfitto di fronte a Tian Ji e Sun Bin a Maling.

## Regnanti
Tutti i regnanti sono uno il figlio del precedente.
| Nome regnante       | Nome personale      | Inizio   | Fine     |
| ------------------- | ------------------- | -------- | -------- |
| Marchese Wen (文侯) | Si (斯) o Du (都)   | 445 a.C. | 396 a.C. |
| Marchese Wu (武侯)  | Ji (擊)             | 396 a.C. | 370 a.C. |
| Re Hui (惠王)       | Ying (罃)           | 370 a.C. | 319 a.C. |
| Re Xiang (襄王)     | Si (嗣) o He (赫)   | 319 a.C. | 296 a.C. |
| Re Zhao (昭王)      | Chi (遫)            | 296 a.C. | 277 a.C. |
| Re Anxi (安釐王)    | Yu (圉)             | 277 a.C. | 243 a.C. |
| Re Jingmin (景湣王) | Zeng (增) o Wu (午) | 243 a.C. | 228 a.C. |
| Re Jia (王假)       | Jia (假)            | 228 a.C. | 225 a.C. |